# Sergej Aleksandrovič Jesenjin
Sergej Aleksandrovič Jesenjin (rus. Сергей Александрович Есенин; Konstatinovo, 3. listopada 1895. – Lenjingrad, 28. prosinca 1925.), bio je ruski pjesnik i začetnik ruskog imagizma.

## Životopis
Rodio se u selu Konstantinovu gdje je završio osnovnu četverogodišnju školu, a u selu Spas Klepki upisuje crkveno-učiteljsku školu. Narodno sveučilište polazi u Moskvi, ali ne završava studij. Bavio se književnim radom. U Petrograd je došao 1915. i ušao u književne krugove u kojima je pobudio zanimanje seoskim motivima u poeziji. Oduševljeno je pozdravio revoluciju. Godine 1922. upoznaje slavnu američku balerinu Isadoru Duncan s kojom se iste godine ženi. Zajedno putuju Europom, a 1923. borave u Americi. Iste godine Jesenjin se vraća u Rusiju i rastaje od Isadore Duncan. Godine 1925. ženi se Sofijom Andrejevnom Tolstoj, unukom ruskog pisca Lava Nikolajeviča Tolstoja. U to se vrijeme liječi od alkoholizma. 
Kao sljedbenik ruskih simbolista, pisao je poeziju posvećenu selu i prirodi, vrlo melodioznu i s puno metafora. Njegov drugi ciklus ima karakter pjesnikovih osobnih ispovijesti. Staljinistička je kritika oštro osuđivala "jesenjštinu", pijanstvo, razbarušeni individualizam, kavanska raspoloženja i poetizaciju huliganstva. Jesenjinova poezija stekla je mnoge poklonike i izvan pjesnikove domovine.
Posljednje godine života, Jesenjin je u neprestanom stvaralačkom zanosu. "Ne mogu ih zaustaviti", "to je kao navijeni stroj", govorio je znancima. Prije toga, 1924., na Kavkazu, također je bilježio sve što je godinama gomilao u sebi. Nezaboravna ispovijest Ana Snjegina izlijeva se snagom bujice u divnu lirsku pjesmu. Ana Snjegina je pjesnikovo najrealističnije ostvarenje, s utiscima iz rodnog kraja 1918. gdje je Jesenjin proveo ljeto i bio očevidac mnogih događaja. Pred smrt Jesenjin se najviše sjeća ljubavi, koja za njega znači najveću sreću i čudo na svijetu. Njena prolaznost ga muči, on bi htio vječno sanjati svibanj i onu koju zauvijek voli i da nikada ne procvjeta. Ispovijesti smrtnika, tako bi se mogle nazvati posljednje Jesenjinove pjesme. Opraštajući se sa životom, on u njima tonom intimnosti, uzbuđenosti, tihih radosti i tuge izražava najneposrednije osjećaje. U jesen 1925. pjesniku se teško moglo pomoći: "kada se u posljednje vrijeme govorilo", kaže Anatoly Mariengof, "Jesenjin pije", riječi su zvučale kao "udarci malja" i svi su bježali od opasnog, mahnitog i izgubljenog čovjeka. 
Navečer 23. prosinca, Jesenjin po bilješkama zeta Neasedkina, odlazi sestrama u Zamoskvorecje i ne pozdravlja se, ide u sobu i kupi sve svoje stvari. Stiže u Petrograd 24. prosinca ujutro, odsjeda u hotelu Angleter i tri dana juri obavljajući poslove. Bolesno uznemiren, Jesenjin se tih dana osjećao strahovito usamljenim. U hotelskoj sobi br. 5, u koju je nekada dolazio s Isadorom, atmosfera postaje sve teža, naročito navečer. Kad god bi pred spavanje otvorio prozor, ulijetalo bi jato vrana koje dugo nije mogao istjerati. 
Njegovo stanje se pogoršavalo, i on je ujutro 27. prosinca, nemajući tinte – kako je sam pričao preko dana poznanicima – napisao pjesmu krvlju, iz rasječenih vena. To su bili stihovi "Do viđenja, prijatelju", predani navečer mladom pjesniku Viktoru Erlihu, koji ih zaboravio pročitati i zavirio je u njih tek kasnije. 
Navečer 27. prosinca, u stanju jake potištenosti i duševnog nemira, poslije ponoći između noći 27. i 28. prosinca 1925., počinio je trostruko samoubojstvo: presijecanjem vena, vješanjem i izgaranjem uz cijev parnog grijanja.
Pokopan je u Moskvi 30. prosinca 1925. godine na Vaganjkovskom groblju.

## Djela
- Breza 1913.
- Jesen 1914.
- Pjesma o kuji 1915.
- Mangup 1919.
- Ispovijest mangupa 1920.
- Ja sam posljednji pjesnik u selu 1920.
- Molitva za umrle 1920.
- Pugačov 1921.
- Pismo majci 1924.
- Kavana Moskva 1924.
- Ispovijest mangupa 1924.
- Tko sam, što sam? 1925.
- Snježno polje 1925.
- Crni čovjek 1925.
- Kačalovljevom psu 1925.
- Do viđenja, dragi, do viđenja 1925.

## Vanjske poveznice

### Sestrinski projekti
|  | Wikicitati imaju zbirke citata o temi Sergej Jesenjin |

### Mrežna sjedišta
- LZMK / Proleksis enciklopedija: Jesenjin, Sergej Aleksandrovič
- Izabrane pjesme Sergeja Aleksandroviča Jesenjina  (hrvatski, ruski, engleski)